# Igor Wladimirowitsch Welitschko
Igor Wladimirowitsch Welitschko (russisch Игорь Владимирович Величко, englische Transkription Igor Vladimirovich Velichko, * 1. August 1995 in Wladiwostok) ist ein russischer Beachvolleyballspieler.

## Karriere
Welitschko wurde mit Alexander Margiew 2012 in Brno U18-Europameister und 2013 Fünfter bei der U19-Weltmeisterschaft in Porto. 2014 spielte Welitschko überwiegend an der Seite von Iwan Golowin und belegte zusammen mit seinem Bruder Oleg bei der U22-Europameisterschaft in Fethiye Platz neun. Mit Maxim Siwolap belegte er bei den U22-Europameisterschaften 2015 in Macedo de Cavaleiros Platz drei und 2016 in Thessaloniki Platz fünf. Außerdem starteten Siwolap/Welitschko auf CEV-Turnieren (beste Resultate jeweils 2017 Platz zwei in Ljubljana und Sieg in Mersin) und auf FIVB-Turnieren (beste Resultate jeweils 2017 Platz fünf in Kisch und Sieg in Qinzhou).
2018 war Oleg Stojanowski Welitschkos Partner. Beim FIVB-4-Sterne-Turnier in Doha erreichten die beiden Russen das Finale, das sie gegen die Niederländer Brouwer/Meeuwsen verloren. Einen Monat später gewannen Stojanowski/Welitschko das 4-Sterne-Turnier in Xiamen. Weitere Höhepunkte waren Platz fünf bei der Europameisterschaft in den Niederlanden, Platz drei beim 4-Sterne-Turnier in Moskau sowie Platz sieben beim World Tour Finale in Hamburg. 
Von Oktober 2018 bis April 2019 spielte Welitschko mit Nikita Ljamin. Von Mai bis August 2019 war Maxim Chudjakow sein Partner, mit dem er sich für die WM in Hamburg qualifizierte, hier allerdings sieglos nach der Vorrunde ausschied.